# Parapoynx andalusica
Parapoynx andalusica là một loài bướm đêm trong họ Crambidae.